# 崖門大橋
崖門大橋是位於中國廣東省江門市新會區大廣海灣經濟區區內的一條雙塔單索面混凝土斜拉桥，全長1,296米，連接崖門水道两岸崖門鎮及古井鎮。
大橋於1998年9月動工，2002年4月28日落成。